# Ayauhtéotl (diosa)
Ayauhtéotl, en la Mitología mexica era una diosa relacionada con el alba, la noche la vanidad y la fama también era ella quien personificaba y al mismo tiempo controlaba las brumas y el humo. Se identificó particularmente con los rayos de luz que aparecen, en ciertas condiciones climáticas, al atardecer.
Ella era la hija de Teteoinnan y hermana de Tlazoltéotl, la diosa del vicio, y de Itzpapalotl, diosa del sexo y muertes violentas..

## Correspondencias en otras mitologías
En otras mitologías podemos encontrar a otras entidades correspondientes y supervisoras de los mismos elementos como (atardecer, niebla y gloria): Sejmet (la diosa de la puesta del sol) en el antiguo Egipto, Climena o Pheme (diosa de la fama) y Euclea (diosa de la gloria) en Grecia, Titania (Hada reina y gloria) en Gran Bretaña, Yina mna'ut "mujer de las nieblas" y Yina'mtilan "hombre de nieblas" en Siberia.